# Hagsatera
Hagsatera – rodzaj roślin z rodziny storczykowatych (Orchidaceae). Obejmuje 2 gatunki występujące w Ameryce Środkowej w Meksyku i Gwatemali.

## Systematyka
Rodzaj sklasyfikowany do podplemienia Laeliinae w plemieniu Epidendreae, podrodzina epidendronowe (Epidendroideae), rodzina storczykowate (Orchidaceae), rząd szparagowce (Asparagales) w obrębie roślin jednoliściennych.
Wykaz gatunków
- Hagsatera brachycolumna (L.O.Williams) R.González
- Hagsatera rosilloi R.González